# 印西市立印西中学校
印西市立印西中学校（いんざいしりつ いんざいちゅうがっこう）は、千葉県印西市大森にある公立中学校。

## 概要
- 印西市の北部に位置している。

## 沿革
- 1958年（昭和33年） - 大森中学校、木下中学校を廃校し、統合して印西町立印西中学校として開校。永治中学校を廃し、印西中学校永治分校発足。
- 1959年（昭和34年） - 本館北側二階校舎落成。永治分校廃校、三校統合中学校発足。
- 1990年（平成2年） - 印西中学校より分離して、小林中学校開校。
- 1996年（平成8年） - 市制施行にともない、校名を印西市立印西中学校に改称。
- 2018年（平成30年） - 印西市立永治小学校が、印西市立木刈小学校に合併されたことに伴い、印西中学校の通学区域が変更となった。

## 校歌
- 作詞：伊藤公平、作曲：寺内昭[2]

## 学区
- 木下小学校の学区である印西市竹袋、別所、宗甫、木下東一丁目、木下東二丁目、木下東三丁目、木下東四丁目、木下南一丁目及び木下南二丁目の全部の区域並びに木下及び平岡の各一部の区域。

- 大森小学校の学区である印西市大森、鹿黒、亀成、浅間前及び相島の全部の区域並びに発作、木下、木下及び和泉の各一部の区域。